# El Arrebato
Javier Labandón, plus connu par son nom d'artiste El Arrebato, né le 1er septembre 1969, est un chanteur de pop rock espagnol originaire de Séville.

## Biographie
Il commence sa carrière durant l'été 2001 avec la sortie de son premier album Poquito a poco avec lequel il obtient un succès en Espagne.
En 2003 El Arrebato sort son deuxième album studio enregistre durant les mois de mars et avril sous le nom Una noche con arte.
En 2004 El Arrebato sort son troisième album intitulé Que salga el sol por donde quiera.
En 2005, Javier Labandón compose l'hymne du centenaire du FC Séville.
En 2006, Un cuartito pa mis cosas
En 2008, il sortit un album nommé "Mundología".

## Discographie
- 2001: Poquito a poco
- 2003: Una noche con arte
- 2004: Que salga el sol por donde quiera
- 2005: Grandes éxitos
- 2006: Un cuartito pa' mis cosas
- 2008: Mundología
- 2010: Lo que el viento me dejó
- 2012: Campamento Labandón
- 2014  La música de tus tacones[1]
- 2017: Músico de guardia
- 2019: Abrazos
- 2020: + Abrazos (Edición especial)